# Lisselsjön (Gustav Adolfs socken, Värmland)
Lisselsjön är en sjö i Hagfors kommun i Värmland och ingår i Göta älvs huvudavrinningsområde. Sjön är 5 meter djup, har en yta på 0,66 kvadratkilometer och befinner sig 289 meter över havet.

## Delavrinningsområde
Lisselsjön ingår i det delavrinningsområde (667986-139123) som SMHI kallar för Utloppet av Naren. Medelhöjden är 297 meter över havet och ytan är 47,25 kvadratkilometer. Räknas de 31 avrinningsområdena uppströms in blir den ackumulerade arean 567,76 kvadratkilometer. Årosälven (Uvan) som avvattnar avrinningsområdet har biflödesordning 2, vilket innebär att vattnet flödar genom totalt 2 vattendrag innan det når havet efter 378 kilometer. Avrinningsområdet består mestadels av skog (62 procent). Avrinningsområdet har 13,05 kvadratkilometer vattenytor vilket ger det en sjöprocent på 27,6 procent.